# 27 février 1984
Le lundi 27 février 1984 est le 58e jour de l'année 1984.

## Naissances
- Akseli Kokkonen, sauteur à ski norvégien
- Ali Mohamed al-Zinkawi, athlète koweitien
- Aníbal Sánchez, joueur de baseball vénézuélien
- Anthony Domingo Silva, joueur de football paraguayen
- Antti Tuisku, chanteur finnois
- Bill Kinkel, hockeyeur sur glace américain
- Borut Oslak, handballeur international slovène
- Charlie Ternisien, joueur français de rugby à XV
- Daniela Navarro, mannequin et actrice vénézuélienne
- David Noel, joueur de basket-ball américain
- Denard Span, joueur de base-ball américain
- Fadia Omrani, handballeuse tunisienne
- James Augustine, joueur de basket-ball américain
- John Curry, hockeyeur sur glace américain
- Jumbo Díaz, joueur de baseball dominicain
- Lotta Schelin, joueuse de football suédoise
- Rasmus Hult, joueur de squash suédois
- Ren Han, artiste plasticien chinois
- Rhys Williams, athlète britannique spécialiste du 400 mètres haies
- Scott Mathieson, joueur de baseball canadien
- Yasser Al Mosailem, joueur de football saoudien

## Décès
- Laurent Michard (né le 16 janvier 1915), professeur et historien de la littérature française
- Simón Lecue (né le 11 février 1912), joueur de football espagnol

## Événements
- Découverte de (4817) Gliba
- Sortie de l'album The Works de Queen